# Pafawag 3W
3W, 4W, 11W — wagony węglarki eksploatowane do lat 80. przez Polskie Koleje Państwowe.
Projekt wagonu opracowano w 1945 roku, z zachowaniem zasadniczych gabarytów wagonu CIIa, lecz przy wydłużeniu pojazdu o 200 mm i zmiany budowy ostoi ze szkieletem na konstrukcję spawaną. Zwiększono także o 500 mm rozstaw osi i zwiększono ładowność.
Wagony wyposażone były w urządzenie cięgłowe o wytrzymałości 65 t, tulejowe zderzaki o długości 650 mm, hamulec pneumatyczny z zaworem West Lu VI i cylindrem 9", resory 9-piórowe o długości 1200 mm.
Wagony przystosowano do komunikacji przestawczej na tor szeroki.
Z uwagi na trudności w dostawie urządzeń hamulcowych, większość węglarek dostarczano tylko z przewodem głównym (typ 4W).
Produkcję wznowiono w 1954 roku jako typ 11W z niewielkimi zmianami (zderzaki, układ hamulcowy). Na eksport (głównie ZSRR, Węgry, Bułgaria) wykonano 3,5 tysiąca wagonów.
W latach 60. i 70. część wagonów została zmodernizowana w zakresie urządzeń cięgłowych i zderzakowych, układu biegowego oraz hamulca. Wagony otrzymały także oszalowanie pudła z blachy stalowej.
Wagony 3W, 4W i 11W wycofano pod koniec lat 80.. Wyprodukowano łącznie około 69 tysięcy wagonów tego typu.